# Turistički motivi
Turistički motivi su atraktivne pojave i predmeti u društvu i prirodi, koji će turiste podsticati na turistička kretanja i time zadovoljiti njihovu kulturnu i rekreativnu potrebu. Poreklo reči motiv je od latinske reči "movere", što bi značilo kretati se i zbog toga može se protumačiti kao nešto što uzrokuje dolazak i mobilnost turista.
Motivi koji se nalaze u mestima stalnog boravka turiste, ne mogu biti turistički motivi zato što oni stvaraju potrebu za kretanjem stanovnika iz njihovog matičnog mesta. Međutim, svi i objekt ili pojave koje se javljaju van mesta stalnog boravka, predstavljaju turističke motive. Veći gradovi koji imaju bogat sadržaj kulturnih i rekreativnih objekata, stvaraju dobre uslove za potrebe turističkog kretanja stanovništva. Nasuprot tome, turisti sa sela gde je manje razvijen kulturni život i gde nije izražena velika aerozagađenost ili buka, nemaju toliko potreba za turističkim kretanjem.

## Atraktivni atributi turističkih motiva
Atraktivni atributi su osobine motiva kojima se zadovoljava turistička potreba. Postoje 4 atraktivna atributa:
rekreativni atributi koji utiču na fiziološke funkcije, dok kuriozitetni atributi, znameniti atributi i estetski atributi utiču više na psihičke funkcije čoveka.
1. Rekreativni atributi su karakteristični po tome što preko određenih agenasa (voda, vazduh, svetlost) pozitivno deluju na fiziološke funkcije čoveka.
2. Kuriozitetni atributi se odnose na privlačnost retkosti i vrednosti raznih predmeta, objekata, pojava.
3. Znameniti atributi su pojave, mesta ili predmeti od značajne istorijske, političke ili kulturne važnosti.
4. Estetski atributi su vezani za harmoniju oblika, boja i tonova, kao što to imaju prirodni pejzaži ili neka umetnička ostvarenja i manifestacije.

## Podela turističkih motiva
Postoji više podela turističkih motiva.
Prema atraktivnom dejstvu dele se na:
- Rekreativni motivi su kompleksi prirode koje karakterišu različite kombinacije osnovnih elemenata njenog sastava, poput vode, klime, reljefa, flore i faune. Ovi motivi pozitivno deluju na  zdravlje čoveka. U njih spadaju: more, planina, jezero, reka, šuma, klima.
- Kulturni motivi mogu biti monumentalni (tvrđave, muzeji), spektakularni (sajmovi), kreativni (muzika, slikarstvo). Oni pozitivno i stimulativno utiču na psihičke funkcije ljudi.

Prema genezi se dele na:
- Prirodne motive
- Antropogene motive

Prema poreklu prirodni i kulturni motivi se dele na:
- Prirodni na: geomorfološke, klimatske, hidrografske i biogeografske motive
- Kulturni na: etnosocijalne, umetničke, ambijentalne, manifestacione i pejzažne motive

Prema stepenu atraktivnog dejstva se dele na:
- Samostalne (Jedan motiv samostalno deluje na turističku posetu)
- Kompleksne (Više atraktivnih motiva deluje na turističku posetu)
- Komplementarne (Samo upotpunjuju atraktivnost samostalnog motiva)

Prema stepenu aktiviranost mogu biti:
- Aktivirani motivi
- Afirmisani motivi
- Potencijalni motivi

## Prirodni turistički motivi
Prirodni motivi su posebni fenomeni u prirodi, nastali radom endogenih i egzogenih sila na Zemlji. Različiti tipovi prirodnih sredina su nastali raznim kombinacijama prirodnih faktora (voda, klima, reljef, živi svet itd.)i samim tim imaju različitu atraktivnost. Postoje 4 vrste prirodnih motiva, a to su:

#### Geomorfološki motivi
Geomorfološki motivi, odnosno motivi koji su vezani za reljef. 
- Planine, kao geomorfološki motivi, privlače turiste zbog uzvišenja,odnosno suprotnosti ravnice koje čovek naseljava. Pored rekreativnih svojstva, planine imaju i estetske i kuriozitetne atribute koji su jako atraktivni. (Primer: Planinski venac Alpi, Švajcarska)
- Vulkani, odnosno mesta gde vreli gasovi, para, lavalava i čvrsta stenovita parčad izbijaju s vremena na vreme, na površinu Zemlje. Oni imaju kuriozitetne atribute, ali mogu imati i rekreativno dejstvo. Najatraktivniji su živi vulkani, ali to nosi i ozbiljne rizike. (Primer: Vulkan Kilauea, Havaji)

- Klisure su suženi delovi rečnih dolina i imaju rekreativnu vrednost. Takođe su značajne za tranzitni turizam.(Primer: Đerdapska klisura, Srbija)
- Kanjoni su uzane i duboke doline sa strmim, vertikalnim stranama. Oni poseduju kuriozitetne i estetske atribute. (Primer: Veliki Kanjon, Sjedinjene Američke Države)Kanjon reke Morače, Crna gora
- Pećine ili prošireni podzemni kanali uglavnom horizontalnog pravca pružanja, odlikuju se kuriozitetnim atributima i jako su atraktivne za turiste. (Primer: Mamutova pećina, Sjedinjene Američke Države)
- Obale kao turistički motivi imaju raznovrsne atribute turističke atraktivnosti. Obale su nastale radom unutrašnjih i spoljašnjih sila, a različiti raspored kopna i vode, takođe ima uticaj na njih. Što više sila utiče na kreiranje obale, takva obala će imati raznovrsne atraktivne motive i samim tim biti turistički vrednija. (Primer: Obala Azovskog mora)
- Ostrva su turistički jako posećena. Postoje četiri tipa ostrva: kontinentalna, vulkanska, koralna i abraziona. Svi tipovi ostrva su jako atraktivni zato što poseduju veliki broj turističkih atributa i motiva. (Primer: Ostrvo Maldivi)

#### Klima kao turistički motiv
Klima je jako značajna, zbog njenog uticaja na atraktivnost drugih motiva. To je srednje stanje meteoroloških pojava u dužem vremenskom periodu. Na klimu utiču visina Sunca, insolacija, geografska širina, reljef, nadmorska visina, stepen kontinentalnosti i biljni pokrivač. Postoji 11 klimatskih pojaseva (1 ekvatorski, 2 tropska, 2 suptropska, 2 kontinentalna, 2 subpolarna i 2 polarna). Prema odnosu kopna i mora imamo maritimni i kontinentalni klimat, a prema uticaju reljefa: planinski i nizijski tip klimata.

#### Hidrografski turistički motivi
Sve vode na zemlji se mogu podeliti na okeane i mora i kopnene vode. 
- Okeani i mora imaju višestruki značaj, njihove površine koriste se za saobraćaj, a neke njihove obale za kupališno-rekreativne svrhe. Kupanje u morskim vodama, koje poseduju razne elemente (Na, Mg, Cl, BR, I)ima jako blagotvorno delovanje na organizam čoveka. Za turističko određivanje vrednosti mora i okeana, posmatra se: temperatura vode, kretanja vode, salinitet i čistoća. Poželjna temperatura vode je iznad 20 °C i mora sa ovakvim temperaturama su turistički aktivna tokom cele godine i pored toga turisti biraju mora sa većom količinom saliniteta zbog privlačne plave boje i providnosti vode. Okeani i mora se odlikuju svim turističkim atributima i jako su atraktivne turističke destinacije. (Primer: Indijski okean)
- Jezera, koja spadaju u kopnene vode, su drugi bitan tip hidrografskih motiva značajnih za turističko kretanje. Atraktivnost jezera se povećava sa udaljenošću od mora, a i pored toga boja i providnost vode i harmonija oblika i boja okolnog pejzaža. Jezera pored estetskih atributa odlikuju i rekreativni i kuriozitetni. (Primer: Kaspijsko jezero)
- Močvare su zemljišta veoma zasićena vodom i česte su u oblastima gde je klima vlažna. One uglavnom imaju kuriozitetne i rekreativne atribute i status komplementarnog motiva. (Primer: Carska bara, Srbija)  Carska bara
- Gejziri su termalni izvor koji s vremena na vreme izbacuje toplu vodu i vodenu paru iz Zemljine unutrašnjosti. Oni povećavaju atraktivnost drugih motiva u okruženju, a odlikuju se kuriozitetnim atributima. (Primer: Old Faithfull, Sjedinjene Američke Države) Aktivan gejzir u Yellowstone nacionalnom parku
- Reka je masa vode koja se kreće rečnim koritom. One imaju veliki rekreativni značaj, pošto se njena atraktivnost zasniva na mogućnostima kupanja kao oblika rekreacije. Reke se odlikuju i estetskim i kuriozitetnim atributima u koje se ubrajaju vodopadi, slapovi, ponori i dr. (Primer: reka Dunav)
- Lednici se prema obliku mogu podeliti na planinski i regionalni lednik. Oni mogu biti debeli i preko 2000 metara, a dugi i više od 80 kilometara i zbog toga se odlikuju kuriozitetnim atributima. Veću turističku atraktivnost imaju lednici koji se nalaze blizu naseljenih mesta. (Primer: Vatnajökull, Island )
- Termomineralni izvori se nalaze na mestima gde se nalaze rasedi. Ovi izvori su topli i sadrže rastvorene soli i gasove. Kod ovih izvora se nalaze banje za koje se vezuju lečilišna i turistička funkcija. Atraktivnost ovih izvora se karakteriše rekreativnim, estetskim, a posebno kuriozitetnim atributima. (Primer: Vranjska banja, Srbija)

#### Biogeografski turistički motivi
- Biljni svet koji je raspoređen na većem delu Zemlje, je veoma atraktivan turistima. Vegetacija koja prečišćava vazduh se odlikuje rekreativnim svojstvima, a pored toga i estetskim i kuriozitetnim atributima koji su od velikog značaja za atraktivnost biljnog sveta.
- Životinjski svet je privlačan zbog lova i ribolova, zbog toga se odlikuje kuriozitetnim i rekreativnim atributima, ali se ne može reći da može da bude samostalni turistički motiv, jer njegova vrednost dolazi do izražaja tek u jedinstvu sa drugim motivima.
- Nacionalni parkovi su prostori sa visokim stepenom očuvanosti prirodne sredine. S obzirom da poseduju raznovrsne prirodne, pa čak i kulturne motive, može se reći da su kompleksni turistički motivi. Postoji 5 vrsta nacionalnih parkova, a to su: floristički gde dominiraju šume i trave, hidrografski gde se nalazi neki hidrografski fenomen, geomorfološki čiju dominantnu odliku predstavlja neki geomorfološki fenomen, memorijalni koji je od kulturno-istorijske vrednosti i složeni kojeg karakteriše više različitih fenomena istog značaja. (Primer: Nacionalni park Tara, Srbija) NP Kopaonik - Bele Stene

## Kulturni turistički motivi
Kulturni motivi se prema poreklu mogu podeliti na: etnosocijalne motive, umetničke motive, ambijentalne motive, pejzažne motive i manifestacione motive.

#### Etnosocijalni motivi
Etnosocijalni motivi se vezuju za život nekog naroda i njegovu duhovnu i materijalnu kulturu. Prezentacija ovih motiva se postiže na različite načine, na primer organizovanje festivala, karnevala, izložbi, probanje specijaliteta ili izrada suvenira. Ovi motivi imaju relativnu atraktivnost i u većini slučajeva dopunjuju samostalne motive. (Primer: Karneval u Riju, Brazil)

#### Umetnički motivi
Umetnički motivi su karakteristični za umetničke spomenike. Mogu biti istorijski i savremeni. Ovi motivi se ne vezuju za nacionalne granice i mogu delovati kao samostalni turistički motivi. Prema načinu pojavljivanja se dele na:

Arhitektonske motive - Građevine sa umetničkim, arhitektonskim ili kulturno-istorijskim značajem
Likovne motive - Slikarska ili vajarska dela iz antičkog perioda, ali i dela savremenih umetnika
Teatralne motive - Ostvarenja operske, dramske ili muzičke umetnosti.
Ove motive karakterišu estetski i znameniti atributi. (Primeri: Keopsova piramida, Mona Liza)

#### Ambijentalni motivi
Ambijentalni motivi su prostorne celine ili pojedinačni građevinski objekti, koji poseduju neke od turističkih atributa. U ove motive spadaju različiti tipovi naselja, privredni objekti, aerodromi, moteli, bulevari, trgovi, parkovi, sportsko-rekreativni centri i sl. Atraktivnost ovih motiva zavisi od njihove namene, funkcionalnosti i individualnosti. U većini slučajeva ovi motivi imaju status komplementarnih motiva, ali kao takvi imaju jako veliki značaj kao element atraktivnosti samostalnih i kompleksnih motiva. (Primer: Katedrala Notrdam)

#### Pejzažni motivi
Pejzažni motivi su sastavljeni od prirodnih i antropogenih elemenata. Razlikujemo 3 osnovna tipa ovih motiva, a to su: ravničarski, planinski i primorski. Ovi motivi su kompleksni turistički motivi i imaju komplementarne karakteristike. Na atraktivnost pejzažnih motiva utiče stepen turističke razvijenosti datog područja i atraktivnost motiva koji imaju osnovno obeležje. (Primer: Azurna obala)

#### Manifestacioni motivi
Manifestacioni motivi su istovremeno i turističke manifestacije. Kod ovih motiva je jako bitna vrsta manifestacije, njen značaj, mesto održavanja i vreme održavanja manifestacije. Najveću atraktivnost imaju sportsko-rekreativne manifestacije, zato što ne podrazumevaju viši kulturni nivo klijentele. Značaj manifestacije podrazumeva da li je manifestacija od svetskog, nacionalnog, regionalnog ili lokalnog značaja. Manifestacija koja se održava u sezoni i u mestu koje ima dobro razvijenu infrastrukturu ima najveću turističku vrednost. (Primer: Olimpijske igre)

## Spoljašnje veze
https://web.archive.org/web/20170531212010/http://www.tourismtheories.org/?p=341